# 247
247（二百四十七、にひゃくよんじゅうなな）は自然数、また整数において、246の次で248の前の数である。

## 性質
- 247は合成数であり、約数は1, 13, 19, 247である。
  - 約数の和は280。
- 79番目の半素数である。1つ前は237、次は249。
- 13番目の五角数である。1つ前は210、次は287。
- 247 = 13 + 14 + 15 + 16 + 17 + … + 23 + 24 + 25 (13からの13連続整数の和)
- 75番目のハーシャッド数である。1つ前は243、次は252。
  - 13を基とする最小のハーシャッド数である。次は364。
    - 基数 n における最小のハーシャッド数とみたとき、1つ前の12は48、次の14は266。(オンライン整数列大辞典の数列 A002998)

  - 半素数がハーシャッド数になる10番目の数である。1つ前は209、次は407。
  - 五角数がハーシャッド数になる7番目の数である。1つ前は210、次は330。
- 各位の立方和が415になる最小の数である。次は274。(オンライン整数列大辞典の数列 A055012)
  - 各位の立方和が n になる最小の数である。1つ前の414は12456、次の416は1247。(オンライン整数列大辞典の数列 A165370)
- 247 = 63 + 62 − 6 + 1
  - n = 6 のときの n 3 + n 2 − n + 1 の値とみたとき1つ前は146、次は386。(オンライン整数列大辞典の数列 A100109)
- 247 = 162 − 9
  - n = 16 のときの n 2 − 9 の値とみたとき1つ前は216、次は280。(オンライン整数列大辞典の数列 A028560)
- 各位の和が13になる16番目の数である。1つ前は238、次は256。

## その他 247 に関連すること
- 西暦247年
- 海外では24/7 (twenty-four seven) は、24時間・週7日間を転じてalways という意味を持つ俗語として使われることもある。
- 上記俗語から取った名称・作品。
  - 24/7 -TWENTY FOUR/SEVEN-は、DREAMS COME TRUEのシングル。
  - 24/7〜もう一度〜は、WaTのシングル。
  - 24/7は、=LOVEの楽曲。アルバム「全部、内緒。」に収録。
  - 24/7は、Def Techのアルバム。
  - NDTV 24×7は、インドのテレビ会社が展開するTVチャンネル。
- 数学者で哲学者のAlex Bellos（英語版）は、2014年に、247が「英語版ウィキペディアに独立した記事を持たない最小の数」であったため、面白くない最小の数の候補になると提案した[1]。
- モンゴル語では247は「私はあなたを愛している」という意味の"Би чамд хайртай"を文字数で表した隠語。
- 年始から数えて247日目は9月4日、閏年は9月3日。
- 第247代ローマ教皇はベネディクトゥス14世（在位：1740年～1758年5月3日）である。
- 平成は大化から数えて247番目の元号である。
- ボーイング 247（Boeing Model 247）は、アメリカのボーイングが開発した1930年代の旅客機・輸送機である。
- に・よん・なな・みゅーじっく（旧名義：247 Music）は、エピック・レコード時代に佐野元春、DREAMS COME TRUEをはじめとする多数のアーティストを育成し、小室哲哉のマネージャーでもあった丸山茂雄が設立した音楽会社である。
- UFC 247
- NGC 247は、くじら座の銀河。
- Sd Kfz 247
- USA-247
- 国際連合安全保障理事会決議247